# Clermont-d'Excideuil
Clermont-d'Excideuil é uma comuna francesa na região administrativa da Nova Aquitânia, no departamento Dordonha. Estende-se por uma área de 9,81 km². Em 2010 a comuna tinha 239 habitantes (densidade: 24,4 hab./km²).